# Керхе
Керхе — річка в Ірані.

## Географія
Керхе бере свій початок від злиття річок Сеймерре та Кешганруд. У верхній та середній течіях протікає переважно глибокими ущелинами, іноді — каньйонами, у нижній течії — Хузістанською низовиною, де розділяється на два рукави та впадає до болота Гаур-ель-Мурайс.

## Каскад ГЕС
На річці розташовано  ГЕС Сеймерре, ГЕС Керхе.